# Madison, Illinois
Madison là một thành phố thuộc quận Madison, tiểu bang Illinois, Hoa Kỳ. Năm 2010, dân số của thành phố này là 3891 người.

## Dân số
Dân số qua các năm:
- Năm 2000: 4545 người.
- Năm 2010: 3891 người.